# Hacktion
A Hacktion 2011 és 2012 között vetített magyar akciósorozat, amit Deák Kristóf, Csillag Mano, Nyitrai Márton Orosz Dénes és Fonyó Gergely rendezett. A Médiaszolgáltatás-támogató és Vagyonkezelő Alap egyenként 22 millió forintot biztosított az 50 perces epizódok elkészítéséhez. Az első évad forgatása 110 napig tartott (az első 3 részt még 2010-ben leforgatták), az m1 tűzte műsorára 2011. október 5-től. A második évadot folytatólagosan sugározták 2012. február 13-tól 2012. május 21-ig.
2012 őszétől az m1 Hacktion: Újratöltve címen folytatta a sorozatot.
A forgatókönyveket Fonyódi Tibor, Hegedűs Bálint, Lovas Balázs és Köbli Norbert írta. Érdekesség, hogy a sorozat és az utódsorozat főszereplői a hat évad során szinte teljes mértékben (egy kivétellel) lecserélődtek. A történeteket szakértők segítségével, részben megtörtént esetek, valódi nyomozások alapján dolgozták ki.

## Történet
Az Infrastruktúra-védelmi Osztály (IVO) nevű csoport az állam ellen irányuló számítógépes támadások kivédésére jött létre, de kisebb ügyekkel is foglalkoznak a Hacktion Kft. elnevezésű fedőcégen keresztül (honlapok, számítógépes rendszerek feltörése). Ennek az osztálynak a működésébe, nyomozó munkájába és belső életébe engedett bepillantást a sorozat első két évada, bemutatva az osztály munkatársai közötti konfliktusokat is.

## Szereplők

### Főszereplők
| Színész         | Szerep                                                                                   | Rang/Foglalkozás                           | Évad |
| --------------- | ---------------------------------------------------------------------------------------- | ------------------------------------------ | ---- |
| Oroszlán Szonja | Zsolnay Vera / "Körösi Betti"                                                            | százados / a CIA ügynöke                   | 1-2  |
| Hujber Ferenc   | Nagy András                                                                              | főhadnagy / százados                       | 1-2  |
| Gubík Ági       | Mátéffy Gréta                                                                            | őrnagy                                     | 1-2  |
| Dunai Tamás     | Helczinger Mátyás / "Szabó Mátyás"                                                       | ezredes                                    | 1-2  |
| Szente Vajk     | Bakos Péter / "Deamon"                                                                   | informatikus                               | 1-2  |
| Egri Bálint     | Wozniczki Tamás Nándor / "Szamosi Balázs" / "Wotan" / "Bazsika" / beépülve "Kolár Péter" | informatikus                               | 1-2  |
| Magyar Bálint   | Kovács Zoltán                                                                            | informatikus                               | 1-2  |
| Czapkó Antal    | Gábor / "Alfa"                                                                           | Operatív                                   | 1-2  |
| Tóth Eszter     | Kress Maja                                                                               | matematikus, informatikus, Wotan barátnője | 2    |
| Horváth Zoltán  | Balázs                                                                                   | informatikus                               | 1    |
| Földes Eszter   | Ági / "Béta"                                                                             | Operatív                                   | 1    |

### Mellékszereplők
| Színész         | Szerep                                      | Rang/Foglalkozás                                 | Évad |
| --------------- | ------------------------------------------- | ------------------------------------------------ | ---- |
| Lukáts Andor    | Zsolnay Imre / "Adeptus"                    | Betti apja, az apocalypto egyik fejlesztője      | 1-2  |
| Kosik Anita     | Hódosi Katalin / "Béke Ariel"               | Daemon barátnője                                 | 1-2  |
| Koppány Zoltán  | "Guru"                                      | informatikus                                     | 1-2  |
| Mészáros Béla   | Kerekes Ádám Géza / "Kezelő" / "Metamorf77" | A Black Box kezelője, kiberbűnöző                | 1    |
| Szabó Simon     | Lánger Tamás / "Tom"                        | informátor, bűnöző                               | 1    |
| Gáspár Sándor   | Hajnal István                               | tábornok                                         | 2    |
| Závodszky Noémi | Helczinger Karola                           | alezredes, a legjobb Agogé-s ügynök, Szabó lánya | 2    |

### További szereplők
- Áron László – Szentkuthy
- Balázs Gábor – taxis
- Bánovits Vivianne – Szekeres Zsuzsanna
- Bencze Sándor – Luz
- Benedek Gyula – Kovács
- Benke Róbert – Vujovics
- Bicskey Lukács – Alex
- Boráros Petrécs Anna – Kálnokiné
- Csajtai Árpád – áldozat
- Csala József – pap
- Cseh-Szakál Tibor – CIA-1
- Csillag Botond – kezelő 2
- Csizmadia Gergely – Kovács István András
- Csórics Balázs – szállító
- Dóczy Péter – Alexander Léman
- Dósa Mátyás – hacker
- Erdős Borcsa – brókernő
- Farkas Ádám – biztonsági ember
- Fehérváry Márton – harmadik ügynök
- Ferencz Attila – Arius
- Frumen Gergely – Pákozdi
- Ganbold Khash-Erdene – Merras
- Garamvölgyi László – szóvivő
- Gőz István – Székely
- Győri Csaba – második mérnök
- Hajnal János – első ügynök
- Herendi Szabolcs – első játékos
- Horváth László – Jerry
- Illyés Barna – Farkas
- Janik László – Brod
- Karácsonyi Zoltán – Jónás
- Kiss Diána Magdolna – Helczinger Eszter
- Kiss József – BMW-s
- Klapka György – kaució vezető
- Kokics Péter – szállító
- Kolnai Kovács Gergely – Meszics
- Kovács Krisztián – biztonsági őr
- Kőszegi Mária – technikusnő
- Lajkó Bence – Kolár
- Lázár Balázs – első mérnök
- Lecső Péter – Tamás II.
- Mandel György – Czakó
- Mandel Helga – újságíró
- Mátyássi Péter – szakács
- Mészáros Gábor – második játékos
- Miklya Attila – riporter
- Molnár Áron – Lacika
- Molnár József – ügynök
- Nagy Eszter Mira – Dega
- Nagy Péter István – Bálint
- Németvölgyi Péter – Shark
- Oroszi Tamás – furgon sofőr
- Ostorházi Bernadett – Nagy Erika
- Papp Béla – autós
- Rivasz Gergő – támadó, ügynök
- Róbert Gábor – Kaldenekker
- Salinger Gábor – ügynök
- Szaszkó Olivér – ügynök
- Szűcs Lajos – Kelemen
- Tamás Róbert – futár
- Tenczler Tímea – Olga
- Timon Dániel – technikus
- Törköly Levente – Tamás
- Vankó Dániel – második ügynök
- Varga Zoltán – Kántor Zsolt
- Veres Doloresz – Lili
- Zelei Gábor – fegyveres

## Epizódok
| Évad | Évad | Részek száma | Részek száma | Eredeti sugárzás  | Eredeti sugárzás | Eredeti adó |
| Évad | Évad | Részek száma | Részek száma | Évadbemutató      | Évadzáró         | Eredeti adó |
| ---- | ---- | ------------ | ------------ | ----------------- | ---------------- | ----------- |
|      | 1.   | 16           | 16           | 2011. október 5.  | 2012. február 6. |             |
|      | 2.   | 14           | 14           | 2012. február 13. | 2012. május 21.  |             |

### Első évad (2011–2012)
Az első évad az M1 mutatta be 2011. október 5-én.
| Sor. | Év. | Cím                     | Premier            | Nézettség |
| ---- | --- | ----------------------- | ------------------ | --------- |
| 1.   | 1.  | A megfelelő ember       | 2011. október 5.   | 275 ezer  |
| 2.   | 2.  | Beavatás                | 2011. október 12.  | 312 ezer  |
| 3.   | 3.  | Deamon a neten          | 2011. október 17.  | 330 ezer  |
| 4.   | 4.  | Black Box               | 2011. október 24.  | 245 ezer  |
| 5.   | 5.  | Mindenki valaki más     | 2011. november 7.  | 276 ezer  |
| 6.   | 6.  | Álarcok                 | 2011. november 14. | 241 ezer  |
| 7.   | 7.  | A gyanú árnyéka         | 2011. november 21. | 254 ezer  |
| 8.   | 8.  | Figyelmeztetés          | 2011. november 28. | 271 ezer  |
| 9.   | 9.  | Bizalomkör              | 2011. december 5.  | 227 ezer  |
| 10.  | 10. | Hekusok és spionok      | 2011. december 12. | 228 ezer  |
| 11.  | 11. | Túszhelyzetben          | 2011. december 19. | 248 ezer  |
| 12.  | 12. | Múltidézés              | 2012. január 2.    | 211 ezer  |
| 13.  | 13. | Alfától omegáig         | 2012. január 9.    | 180 ezer  |
| 14.  | 14. | A fordulat              | 2012. január 23.   | 207 ezer  |
| 15.  | 15. | Szűkülő körök           | 2012. január 30.   | 189 ezer  |
| 16.  | 16. | A Coriolanus árnyékában | 2012. február 6.   | 271 ezer  |

### Második évad (2012)
A második évadot 2012. február 13-án mutatta be az M1.
| Sor. | Év. | Cím                    | Premier           | Nézettség |
| ---- | --- | ---------------------- | ----------------- | --------- |
| 11.  | 1.  | Napkitörés             | 2012. február 13. | 148 ezer  |
| 12.  | 2.  | Ember tervez           | 2012. február 20. | 167 ezer  |
| 13.  | 3.  | Farkas a bárányok közt | 2012. február 27. | 185 ezer  |
| 14.  | 4.  | A Hold sötét oldala    | 2012. március 5.  | 172 ezer  |
| 15.  | 5.  | A hazugság művészete   | 2012. március 12. | 171 ezer  |
| 16.  | 6.  | Titkolt bűnök          | 2012. március 19. | 211 ezer  |
| 17.  | 7.  | Kedves ellenségem      | 2012. március 26. | 215 ezer  |
| 18.  | 8.  | Apák és lányaik        | 2012. április 2.  | 148 ezer  |
| 19.  | 9.  | Összefüggések          | 2012. április 16. | 149 ezer  |
| 20.  | 10. | Az éjszaka árnyai      | 2012. április 23. | 148 ezer  |
| 21.  | 11. | Összecsapások          | 2012. április 30. | 152 ezer  |
| 22.  | 12. | Aki bújt, aki nem      | 2012. május 7.    | 148 ezer  |
| 23.  | 13. | A bosszú anatómiája    | 2012. május 14.   | 183 ezer  |
| 24.  | 14. | A bukás                | 2012. május 21.   | 140 ezer  |